# US Ouakam
US Ouakam is een Senegalese voetbalclub uit de hoofdstad Dakar. De club speelt in het Stade Demba Diop dat plaats biedt aan 15 000 toeschouwers. Ouakam werd in 2011 voor het eerst landskampioen, maar speelt in de schaduw van de grote clubs uit Dakar (Jeanne d'Arc, Diaraf, AS Douanes en Port Autonome). De club won al drie keer de beker van Senegal.

## Erelijst
Landskampioen
2011
Beker van Senegal
Winnaar: 1964, 1989, 2006